# فريق العباقرة
فريق العباقرة مسلسل كرتوني ياباني يتكون من 26 حلقة بدا عرضة في 16 أبريل 1986 واستمر حتى 19 نوفمبر 1986 .

## روابط خارجية
- فريق العباقرة على موقع ANN anime (الإنجليزية)